# Giuseppe Ferraioli
Giuseppe Ferraioli (* 20. Dezember 1929 in Rom, Italien; † 31. Januar 2000) war ein römisch-katholischer Erzbischof und Diplomat des Heiligen Stuhls.

## Leben
Giuseppe Ferraioli empfing am 8. Dezember 1954 durch den Weihbischof in Rom, Erzbischof Luigi Traglia, das Sakrament der Priesterweihe.
Am 31. Mai 1976 ernannte ihn Papst Paul VI. zum Titularerzbischof von Volturnum und bestellte ihn zum Apostolischen Pro-Nuntius in Ghana. Der Kardinalstaatssekretär Jean-Marie Kardinal Villot, spendete ihm am 27. Juni desselben Jahres die Bischofsweihe; Mitkonsekratoren waren der Sekretär des Rates für die öffentlichen Angelegenheiten der Kirche, Kurienerzbischof Agostino Casaroli, und der Sekretär der Kongregation für die Evangelisierung der Völker, Kurienerzbischof Duraisamy Simon Lourdusamy.
Am 25. August 1979 wurde Giuseppe Ferraioli zudem Apostolischer Pro-Nuntius in Benin und Apostolischer Delegat in Togo. Papst Johannes Paul II. ernannte ihn am 21. Juli 1981 zum Apostolischen Pro-Nuntius in Kenia und Apostolischen Delegaten auf den Seychellen. 1982 wurde Ferraioli Offizial im Staatssekretariat des Heiligen Stuhls.
Giuseppe Ferraioli trat 1994 als Offizial im Staatssekretariat zurück.